# Different World (Uriah Heep)
Different World è il diciottesimo album in studio del gruppo musicale rock britannico Uriah Heep pubblicato nel febbraio 1991.

## Tracce
1. Blood on Stone (Bolder) – 4:38
2. Which Way Will the Wind Blow (Bolder) – 4:52
3. All God's Children (Box/Lanzon) – 4:20
4. All for One (Bolder) – 4:27
5. Different World (Box/Lanzon) – 4:15
6. Step by Step (Bolder) – 4:07
7. Seven Days (Box/Lanzon) – 3:35
8. First Touch (Lanzon) – 3:54
9. One on One (Box/Lanzon) – 4:05
10. Cross That Line (Box/Lanzon) – 5:35

## Formazione
- Bernie Shaw - voce
- Mick Box - chitarra
- Phil Lanzon - tastiere
- Trevor Bolder - basso
- Lee Kerslake - batteria